# Aartsbisdom Olomouc

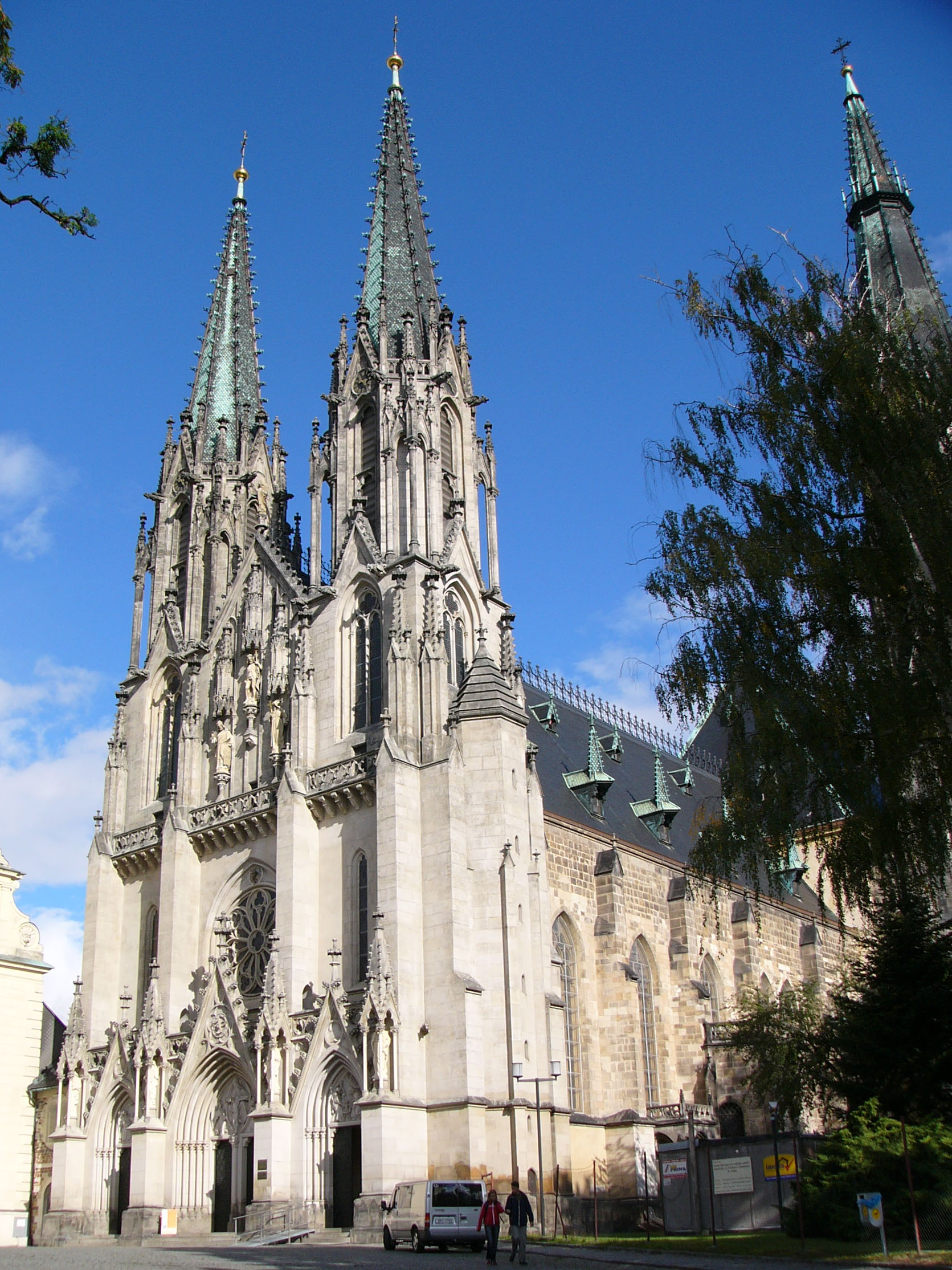
De Sint-Wenceslauskathedraal in Olomouc

Het aartsbisdom Olomouc (Latijn: Archidioecesis Olomucensis, Tsjechisch: Arcidiecéze olomoucká) is een in Tsjechië gelegen rooms-katholiek aartsbisdom met zetel in de stad Olomouc. De aartsbisschop van Olomouc is metropoliet van de kerkprovincie Olomouc waartoe ook de volgende suffragane bisdommen behoren:
- Brno
- Ostrava-Opava

Het aartsbisdom is in 1063 ontstaan als bisdom Olomouc en kan gezien worden als een voortzetting van het Groot-Moravische aartsbisdom van Methodius. Bij de oprichting van het bisdom viel het samen met het grondgebied van het markgraafschap Moravië. In 1777 werd het een aartsbisdom.

## Aartsbisschoppen
De aartsbisschoppen van Olomouc zijn:
- 1777–1811: Antonín Theodor Colloredo-Waldsee
- 1811–1819: Maria Tadeáš Trauttmansdorff
- 1819–1831: Rudolf Jan van Oostenrijk
- 1832–1836: Ferdinand Maria Chotek
- 1836–1853: Maxmilián Josef Sommerau-Beckh
- 1853–1892: Bedřich z Fürstenberka
- 1893–1904: Theodor Kohn
- 1904–1915: Franziskus von Sales Bauer
- 1916–1920: Lev Skrbenský z Hříště
- 1921–1923: Antonín Cyril Stojan
- 1923–1947: Leopold Prečan
- 1948–1961: Josef Karel Matocha
- 1989–1991: František Vaňák
- 1992–2022: Jan Graubner[2]